# Jean Benedicti
Jean Benedicti, mort à Laval en 1593, est un cordelier, théologien français du XVIe siècle. Ce théologien franciscain était de la province de Tours et Poitiers.

## Biographie
Il fut secrétaire de l’ordre et responsable des visites canoniques dans les maisons franciscaines. Il devint ensuite commissaire général de la congrégation et dut partir en pèlerinage en Terre sainte.
Il connaissait plusieurs langues anciennes, le grec, le latin et l’hébreu. Il écrivit un fameux manuel pour les confesseurs qui parut pour la première fois en 1584. Il procéda aussi à des exorcismes remarquables dans l’église des Cordeliers de Lyon.
Pour lui, la pollution volontaire consciente, soit par attouchement, cogitation, délectation, locution ou conversation avec des femmes ou des hommes, par lecture de matériel pornographique, ou par n’importe quoi d’autre est un péché mortel.

### Œuvres
- La Somme des Pechez et le remède d’iceux : comprenant tous les cas de conscience, et la résolution des doutes touchant les péchez, simonies, usures, changes, commerces, censures, restitutions, absolutions et tout ce qui concerne la réparation de l’âme pécheresse par le sacrement de pénitence, selon la doctrine des saincts conciles théologiens, canonistes et jurisconsultes, hébrieux, grecs et latins, traité très utile aux ecclésiastiques, prédicateurs et pénitents, au magistrat et troisiesme estat et en somme à tous ceux qui veulent obtenir salut, Lyon, 1584 (rééditions nombreuses). Google books.
- La triomphante victoire de la vierge Marie sur sept malins esprits finalement chassés du corps d’une femme dans l’église des Cordeliers de Lyon, Lyon, 1583.